# Макаршин, Михаил Дмитриевич
Михаил Дмитриевич Макаршин (2 ноября 1947) — российский футбольный тренер, известный по работе с женскими командами. Заслуженный тренер России.

## Биография
Окончил Московский областной педагогический институт им. Н. К. Крупской (1983). О профессиональной деятельности в советский период сведений нет[уточнить].
В 1990-х годах работал в женском футбольном клубе «Русь» (позднее — «Русь-Чертаново») из Москвы. Был одним из первых тренеров Елены Фоминой и ряда других известных спортсменок. В 1995—2008 годах работал директором СДЮСШОР «Чертаново». В отдельных сезонах также возглавлял взрослую женскую команду «Чертаново», в 2003—2005 годах под его руководством клуб выступал в высшем дивизионе. В первой половине 2010-х годов снова возглавил ЖФК «Чертаново», приводил команду к победам в первом дивизионе в сезонах 2011/12, 2012/13, 2013, а в 2014 году под его руководством команда начала сезон в высшей лиге, однако снялась с соревнований после трёх матчей. Также работал тренером юниорской женской сборной Москвы, приводил команду к победе на VI летней Спартакиаде учащихся России (2013). Имеет тренерскую лицензию «B».
Также много лет работал председателем комитета женского футбола Федерации футбола Москвы.